# Elektrische Stromdichte
Die elektrische Stromdichte (Formelzeichen {\displaystyle {\vec {J}}} (so in ), auch {\displaystyle {\vec {\jmath }}} oder {\displaystyle {\vec {S}}}) kennzeichnet, wie dicht zusammengedrängt ein elektrischer Strom fließt. Damit kennzeichnet sie auch die Belastung eines Leiters durch den Strom.
Die Stromdichte ist definiert als das Verhältnis der Stromstärke {\displaystyle I} zu einer dem Strom zur Verfügung stehenden Querschnittsfläche {\displaystyle A}, durch die der Strom senkrecht hindurchtritt.
Weiter lässt sich in nicht homogenen Strömungsfeldern mit der Stromdichte angeben, wie sich der Strom punktweise über die Querschnittsfläche verteilt. Solche Anwendungen betreffen beispielsweise Gasentladungen und Elektronenstrahlen sowie die Belastung von Elektroden und Glühkathoden.

## Definition

Strom in einem Leiter mit der Querschnittsfläche

In der klassischen Physik gilt:
{\displaystyle I=\int \limits _{A}{\vec {J}}\cdot \mathrm {d} {\vec {A}}}
Dabei steht der Vektor {\displaystyle \mathrm {d} {\vec {A}}} senkrecht auf dem zugehörigen Flächenelement. Ist die Stromdichte gleichmäßig über die Querschnittsfläche verteilt (z. B. wenn Gleichstrom durch einen metallischen Leiter fließt), dann vereinfacht sich die Definition zu {\displaystyle I={\vec {J}}\cdot {\vec {A}}}. Das Skalarprodukt reduziert sich im Rahmen einfacher Modellrechnungen bei senkrecht durchflossener Fläche (wie im Bild) zum elementaren Produkt: {\displaystyle I=J\,A}.
Mit
{\displaystyle V} ein betrachtetes Volumen,
{\displaystyle Q} die gesamte elektrische Ladung in diesem Volumen,
{\displaystyle n} die Ladungsträgerdichte (Anzahl der Ladungsträger pro Volumen),
{\displaystyle e} die Ladung eines einzelnen Ladungsträgers (Elementarladung; 1,60·10−19 As),
{\displaystyle \rho =n\,e=\mathrm {d} Q/\mathrm {d} V} die Raumladungsdichte,
{\displaystyle x} die Ortskoordinate in Strömungsrichtung,
{\displaystyle t} die Zeit,
{\displaystyle v=\mathrm {d} x/\mathrm {d} t} die mittlere Driftgeschwindigkeit der Ladungsträger,
{\displaystyle I=\mathrm {d} Q/\mathrm {d} t} die Stromstärke (Ladung pro Zeit)
ergibt sich bei einer Anordnung wie im Bild mit gleichmäßig über die Querschnittsfläche verteiltem, in x-Richtung (senkrecht zur gekennzeichneten yz-Ebene) fließendem Strom
{\displaystyle J={\frac {I}{A}}={\frac {1}{A}}\;{\frac {\mathrm {d} Q}{\mathrm {d} t}}={\frac {1}{A}}\;{\frac {\mathrm {d} Q}{\mathrm {d} V}}\;{\frac {\mathrm {d} V}{\mathrm {d} t}}={\frac {1}{A}}\;\rho \cdot {\frac {A\;\mathrm {d} x}{\mathrm {d} t}}=\rho \;v} .
Die Stromdichte ist eine vektorielle Größe, deren Richtung mit der des Geschwindigkeitsvektors {\displaystyle {\vec {v}}} positiver Ladungsträger übereinstimmt:
{\displaystyle {\vec {J}}=\rho \;{\vec {v}}=n\;e\;{\vec {v}}} .

## Anwendungen

### Berechnungen
Bezüglich des elektrischen Stroms wird in der praktischen Elektrotechnik bei Rechnungen vorzugsweise die Stromstärke verwendet,
beispielsweise wählt man für das ohmsche Gesetz die Schreibweise {\displaystyle I=G\ U}
mit {\displaystyle G=1/R} der elektrische Leitwert, {\displaystyle U} die elektrische Spannung.
Dagegen wird in der theoretischen Elektrotechnik üblicherweise die Stromdichte verwendet,
beispielsweise wählt man für das ohmsche Gesetz die Schreibweise {\displaystyle {\vec {J}}=\sigma \ {\vec {E}}}
mit {\displaystyle \sigma } die elektrische Leitfähigkeit, {\displaystyle {\vec {E}}} die elektrische Feldstärke.
So findet die vektorielle Stromdichte beispielsweise Anwendung in den Maxwell-Gleichungen und in der Kontinuitätsgleichung der Elektrodynamik.

### Stromdichte in Leitungen
Die Dichte des Leiterstroms, auch als Strombelastbarkeit und der englischsprachigen Fachliteratur als englisch Ampacity bezeichnet, sollte je nach Anwendung und als grober Richtwert 1,2…6 A/mm2 nicht übersteigen, damit unter Dauerlast keine zu hohe Erwärmung auftritt. Im Extremfall kann die Stromdichte in Leitungen jedoch bis zur Schmelzstromdichte ansteigen, beispielsweise bei Kupfer 3,06 kA/mm2. In Schmelzsicherungen und einigen weiteren Überstromschutzeinrichtungen der Elektroinstallation wird diese Erhitzung gezielt genutzt, um den Stromkreis bei Überlastung definiert zu unterbrechen.
In Leitern aus Kupfer sind die maximal zulässigen Stromstärken nach VDE nachfolgend auszugsweise angeführt. Abweichende Werte wie bei verschiedenen Verlegearten und unterschiedlichen Temperaturbereichen finden sich in der Fachliteratur.
12 A bei einer Querschnittsfläche von 0,75 mm2
15 A bei 1,0 mm2
26 A bei 2,5 mm2
Im nordamerikanischen Raum wird zur Ermittlung der maximalen zulässigen Strombelastbarkeit von elektrischen Leitungen in Elektroinstallationen die Methode von Neher-McGrath verwendet, welche im National Electrical Code (NEC) als Referenz verwendet wird.
Bei einer über den Querschnitt gleichmäßig verteilten Stromdichte wie bei Gleichstrom ist die mittlere Geschwindigkeit im Leiter gleich {\displaystyle v={\frac {J}{ne}}}. Die typische Elektronendichte für Leitungselektronen in metallischen Festkörpern liegt in der Größenordnung von {\displaystyle n} = 1028 m−3. Berücksichtigt man, dass in einer positiven Halbschwingung eines Wechselstroms die mittlere Stromstärke gegenüber ihrem Effektivwert kleiner ist um den Faktor {\displaystyle 1/k_{f}} ({\displaystyle k_{f}} = Formfaktor, bei Sinusverlauf = 1,11), so ergibt sich bei einer Stromdichte von 6 A/mm2 für eine gerichtete Bewegung eine mittlere Geschwindigkeit in der Größenordnung von 10−3 m/s. Die große Geschwindigkeit der elektrischen Nachrichtenübertragung beruht also nicht auf der Verschiebung der Elektronen im Draht.
Bei Wechselstrom ist der Skin-Effekt und der Proximity-Effekt zu beachten, wonach die Stromdichte über die Querschnittsfläche nicht homogen verteilt ist.

### Galvanotechnik
In der Galvanotechnik gibt man die Stromdichte, die für die Beschichtung eingestellt wird, an. Die typischen Werte liegen zwischen 0,5 und 5 A/dm2, die eingehalten werden müssen, um z. B. bei einer Verzinkung oder Vernickelung gute Ergebnisse zu erhalten.

### Stromquellen
Bei Solarzellen gibt man eher eine Leistungsdichte an. Sie kann sehr grob bis 200 W/m2 betragen. Die elektrische Spannung bei maximaler Leistung liegt bei den gebräuchlichen Zellen bei etwa 0,5 V, so dass sich eine Stromdichte bis 400 A/m2 ergeben kann.
Entsprechend untersucht man auch Brennstoffzellen in Abhängigkeit von ihren Stromdichten, in besonders günstigen Fällen bis etwa 1 A/cm2.

## Flächenstromdichte und Linienstrom
Analog zur Stromdichte in einem Körper lässt sich die Stromdichte auch auf zweidimensionale Flächen beziehen. Diese Annahme ist sinnvoll, wenn man etwa die Oberflächenleitung (Kriechstrom) von elektrischen Isolatoren beschreiben will. Der Gesamtstrom {\displaystyle I} ist die Summe der einzelnen Flächenströme. Die Flächenstromdichte {\displaystyle K} erhält man durch Bezug des gesamten Stromes auf die Breite {\displaystyle b} der einzelnen Fläche:
{\displaystyle K={\frac {I}{b}}}
Die elektrische Stromstärke kann darüber hinaus auch als Summe von Linienströmen in einem Punkt betrachtet werden, woraus auch die erste Kirchhoffsche Regel folgt:
{\displaystyle I(P)=\sum _{l}I_{l}}